# Балтиморские синоды
 Балтиморские синоды  (англ. Plenary Councils of Baltimore) — три пленарных синода американских католических епископов, состоявшихся в XIX веке в городе Балтимор, штат Мэриленд, США. Балтиморские синоды состоялись в 1852, 1866 и 1894 годах. Решения Балтиморских синодов значительно повлияли на становление Римско-Католической церкви в США. На Балтиморских синодах были сформулированы дисциплинарные правила для деятельности Католической церкви в США и был также принят Балтиморский катехизис, специально приспособленный для духовных потребностей американских католиков.

## История
Во время ранней истории Римско-Католической церкви в Соединённых Штатах все существовавшие католические епархии в начале XIX века находились под управлением единой церковной провинции архиепархии Балтимора (образована как епархия в 1789 году, преобразована в архиепархию в 1808 году). В 1808 году Святым Престолом были образованы Бостонская (архиепархия с 1875 года), Нью-Йоркская (архиепархия с 1850 года), Филадельфийская (архиепархия с 1875 года) епархии. К середине XIX века, когда возникли новые церковные провинции, в американской Католической церкви возникла необходимость скоординировать совместные действия.
В 1849 году участники седьмого провинциального синода Балтимора обратились в Ватикан с просьбой о санкционировании национального синода. Ходатайство было удовлетворено Святым Престолом, который назначил балтиморского архиепископа Френсиса Патрика Кенрика апостольским делегатом для созыва американского национального Синода и председателем совета.

## Первый синод (1852 год)
Первый Синод был торжественно открыт 9 мая 1852 года. В его заседаниях участвовало шесть архиепископов и тридцать пять епископов. В Синоде принимал участие архиепископ Торонто из Канады, а также епископ Монтеррея Джозеф Садок Алемани, епархия которого была только что отделена от Мексики и пока ещё не была объединена с определённой американской митрополией. На заседаниях участвовали в качестве наблюдателей представители монашеских орденов августинцев, доминиканцев, бенедиктинцев, францисканцев, иезуитов и редемптористов. Последнее заседание первого Синода состоялось 20 мая 1852 года.

### Решения Первого Синода
Заключительный документ Первого Синода состоит из 26 статей.
Некоторые важные принятые решения:
- Решения предыдущих семи провинциальных советов в Балтиморе являются обязательными для всех епархий США;
- Архиепископ Балтимора получает титул примаса США;
- Епископы должны создать епархиальный совет из священников;
- Европейские священники, желающие служит в США, должны получить разрешение своего епископа;
- В каждой епархии должны быть основаны собственные семинарии;
- Миряне не могут принимать участие в управлении епархии без согласия епископа;

Решения, принятые на Синоде также касались литургической практики, совершения таинств брака и крещения, совместной молитвы с христианами других конфессий.
Конгрегация пропаганды веры утвердила принятые на I Балтиморском Синоде решения, добавив в послании, что следует добавить в обязательные торжества, отмечаемые в Католической церкви в США, праздник Обрезания Господня и Непорочного зачатия Пресвятой Девы Марии.

## Второй синод (1866 год)
Второй Синод открылся 7 октября 1866 года под руководством балтиморского архиепископа Мартина Джона Спилдинга и закрыт 21 октября. На последней сессии присутствовал в качестве наблюдателя Президент США Эндрю Джонсон. Решения второго Синода были подписаны семью архиепископами, тридцатью девятью епископами и двумя настоятелями и утверждены Римским Папой Пием IX.

### Решения Второго Синода
Решения, принятые на Втором Синоде разрешили возникшие ранее разнообразные литугические, административные и общественные вопросы. Заключительный документ Второго Синода состоит из 14 титулов.
Некоторые важные принятые решения:
- Провинциальные синоды должны собираться каждые три года;
- Священники не имеют право крестить или венчать верующих других епархий;
- При преподавании основ веры придерживаться принятого Св. Престолом «Римского Катехизиса»;
- Поощрение частого Причащения;
- Запрещение занятий магнетизмом;

## Третий синод (1884 год)
Третий Синод открылся 9 ноября 1884 года под управлением балтиморского архиепископа Джеймса Гиббонса и был закрыт 7 декабря. Решения третьего Синода подписали четырнадцать архиепископов, шестьдесят один епископ, шесть аббатов и один генеральный настоятель монашеской общины. Решения Синода подтвердил Римский папа Лев XIII.

### Решения Третьего Синода
Заключительный документ Третьего Синода состоит из 12 титулов. Первые титулы документа касаются административных и духовных положений, касающихся епископов и священников. Вторая половина документа разрешает вопросы, связанные с крещением новообращённых из других христианских конфессий, образованием священников, служением святой мессы, венчания, церковного имущества и установлением обязательных праздников во всех епархиях США.
Третий Синод принял духовные наказания, которые касались только американских католиков. Подлежал отлучению те, кто после гражданского развода пытался совершить повторное венчание. Это отлучение было отменено в 1977 году Римским папой Павлом VI. Второе отлучение касалось тех, кто, состоя в церковном браке, пытался повторно обвенчаться у некатолического священнослужителя.

## Источник
- Catholic Encyclopedia. Robert Appleton Company, Herbermann, Charles, 1913.